# Szérók
A szérók (Capricornis) az emlősök (Mammalia) osztályának párosujjú patások (Artiodactyla) rendjébe, ezen belül a tülkösszarvúak (Bovidae) családjába és a kecskeformák (Caprinae) alcsaládjába tartozó nem.

## Leírásuk
A szérókat korábban a gorálok (Naemorhedus) közé sorolták be; továbbá 6 fajt tartottak számon, mivel a szumátrai széró alfajai közül kettőt önálló fajnak tekintettek. Megjelenésben hasonlítanak a gorálokra, azonban nagyobb testűek azoknál. Ahol a két állatcsoport tagjai találkoznak, a szérók foglalják el az alsóbb területeket, míg rokonaik a magasabban fekvőket. A bundaszín fajtól, térségtől és egyedtől függően változik. A szemük előtt pézsmamirigyek ülnek. Mindkét nemnek van szarva, azonban ez nagyon rövid, még a fül is hosszabb nála. A szérók megjelenése kezdetleges kecsékre utal. A kutatók tényleg találtak 7-2 millió éves szérószerű kövületeket, azonban a hasonlóság meglehet, hogy csak a konvergens evolúció eredménye.

## Rendszerezés
A nembe az alábbi 4 élő faj tartozik:
- japán széró (Capricornis crispus) (R. Swinhoe, 1870)
- vörös széró (Capricornis rubidus) (Blyth, 1863)
- szumátrai széró (Capricornis sumatraensis) (Bechstein, 1799)
- tajvani széró (Capricornis swinhoei) (J. E. Gray, 1862)

## Fordítás
- Ez a szócikk részben vagy egészben  a   Serow című angol Wikipédia-szócikk ezen változatának fordításán alapul.  Az eredeti cikk szerkesztőit annak laptörténete sorolja fel. Ez a jelzés csupán a megfogalmazás eredetét és a szerzői jogokat jelzi, nem szolgál a cikkben szereplő információk forrásmegjelöléseként.